# Groupe TF1
Groupe TF1 è un gruppo televisivo francese costruito dopo la privatizzazione di TF1.
Groupe TF1 ha in progetto la creazione di un nuovo bouquet satellitare gratuito che trasmetta tutti i suoi canali, i 18 canali della TNT, e i canali di AB Groupe, al fine di permettere a tutti i francesi di ricevere la televisione digitale.

## Canali televisivi appartenenti al gruppo
- TF1
- TMC
- TFX
- TF1 Séries Films
- LCI

## Telefonia mobile
- TF1 Mobile

## Internet
- TF1 Interactif

## Televendite
- TéléShopping

## Produzione
- TF1 Films Production
- TF1 Production
- TF1 Entreprises